# Назаров, Армен Георгиевич
Армен Георгиевич Назаров (арм. Արմեն Գեորգիի Նազարով; 1908—1983) — советский и армянский механик, организатор работ по инженерной сейсмологии, доктор технических наук, профессор, действительный член АН Армянской ССР (1964; член-корреспондент с 1945). Член Совета по сейсмологии при Президиуме АН СССР (с 1961) и академик-секретарь Отделения наук о Земле АН АрмССР (1982-1983). Заслуженный деятель науки и техники Армянской ССР (1958). Лауреат Государственной премии Армянской ССР (1974).

## Биография
Родился 1 июня 1908 года в Париже, Франция
С 1926 по 1931 год обучался в Тбилисском инженерно-строительном институте. С 1937 по 1940 год на научно-исследовательской работе в Тбилисском НИИ сооружений и гидроэнергетических систем в качестве научного сотрудника. С 1940 по 1946 год на научной работе в Бюро антисейсмического строительства АН ГрузССР в качестве учёного секретаря.
С 1946 года на научной работе в Институте стройматериалов и сооружений АрмССР в должностях: с 1946 по 1949 год — заместитель директора по научной части, и с  1949 по 1961 год — директор этого института.
С 1961 по 1969, с 1971 по 1973 и с 1978 по 1981 год — директор Института геофизики и инженерной сейсмологии АН АрмССР. С 1961 года — член Совета по сейсмологии и председатель Комиссии по инженерной сейсмологии 
Междуведомственного совета по сейсмологии и сейсмостойкому строительству  при Президиуме АН СССР, занимался созданием программы исследований в области сейсмостойкости сооружений, координации работ соответствующих НИИ в сфере деятельности инженерной сейсмологии. С 1982 по 1983 год — академик-секретарь Отделения наук о Земле АН АрмССР.

### Научно-педагогическая деятельность и вклад в науку
Основная научно-педагогическая деятельность А. Г. Назарова была связана с вопросами в области прикладной математики, динамической теории сейсмостойкости и теории измерений и моделирования, сейсмического строительства и инженерной сейсмологии, строительной механики. А. Г. Назаров являлся — ответственным редактором «Известий АН Армянской ССР» и главным редактором «Бюллетеня по инженерной сейсмологии» АН Армянской ССР. Избирался депутатом Верховного Совета Армянской ССР VI и VII созывов, являясь председателем Комиссии науки, культуры и народного образования Верховного 
Совета Армянской ССР. 
В 1937 году за оригинальные научные работы в области строительной механики и сейсмостойкости сооружений без защиты диссертации была присвоена учёная степень кандидат технических наук и учёное звание  профессора. В 1945 году защитил докторскую диссертацию на соискание учёной степени доктор технических наук по теме: «Опыт построения теории сейсмостойкости». В 1945 году был избран член-корреспондентом, а в 1960 году — действительным членом АН АрмССР. А. Г. Назаровым было написано более двухсот научных работ, в том числе монографий, он подготовил более сорока кандидатов и докторов наук.

## Основные труды
- Основы количественного определения интенсивности сильных землетрясений / А. Г. Назаров, С. С. Дарбинян ; АН АрмССР. Ин-т геофизики и инж. сейсмологии. - Ереван : Изд-во АН АрмССР, 1974. - 165 с[3]

## Награды, звания и премии
- Орден Ленина
- Два Ордена Трудового Красного Знамени
- Заслуженный деятель науки и техники Армянской ССР (1958)
- Государственная премия Армянской ССР (1974)[1][2]

## Память
- В 1998 году имя А. Г. Назарова было присвоено Институту геофизики и инженерной сейсмологии АН Армении[1]